# John Lennart Berggren
John Lennart Berggren, genannt Lennart Berggren, (* 1941 in Spokane) ist ein kanadischer Wissenschaftshistoriker und speziell  Mathematikhistoriker.

## Biographie
Berggren studierte Mathematik an der University of Washington in Seattle mit einem Bachelorabschluss 1963 und einem Masterabschluss 1965. 1966 wurde er dort promoviert. 1963 wurde er Assistant Professor, 1973 Associate Professor und 1984 Professor für Mathematik an der Simon Fraser University. 1996 bis 2001 war er Vorstand der Mathematik-Fakultät. 1972/73 und 1975/76 war er Gastwissenschaftler an der Yale University und 1990 bis 1992 an der Harvard University. Er ist seit 2006 Professor Emeritus an der Simon Fraser University.
Er befasst sich vor allem mit antiker griechischer und mittelalterlicher islamischer Mathematik, mathematischer Kartographie und Astronomie, zum Beispiel über Ptolemäus und sein Kartenwerk, über Archimedes, Abu Sahl al-Quhi und mit der historischen  Übertragung wissenschaftlicher Ideen. Er schrieb den Abschnitt über Geschichte der arabischen Mathematik in der Encyclopedia Britannica.
Er ist korrespondierendes Mitglied der Academie Internationale d´histoire des sciences.
Zu seinen Doktoranden gehört Glen Van Brummelen.

## Schriften
- Episodes in the Mathematics of Medieval Islam, Springer 1986
  - Deutsche Übersetzung Mathematik im Mittelalterlichen Islam, Springer 2011
- Islamic Mathematics, in Victor Katz (Herausgeber) The Mathematics of Egypt, Mesopotamia, China, India and Islam- a sourcebook, Princeton University Press 2007
- Islamic acquisition of foreign sciences - a cultural perspective, American Journal of Islamic Soc.Sci., Band 9, 1992, S. 310
- mit Alexander Jones (Übersetzer und Herausgeber): Ptolemy´s Geography - an annotated translation of the theoretical chapters, Princeton University Press 2000
- Ptolemy´s maps of earth and heavens - a new interpretation, Archive for the History of Exact Sciences, Bd. 43, 1991, S. 133–144
- mit James Evans: Gemino´s „Introduction to the phenomena“: a translation and survey of a hellenistic text on astronomy, Princeton University Press 2006
- mit R. S. D. Thomas: Euclids Phenomena - a translation and study of a hellenistic work in spherical astronomy, Garland Publishing 1996
- als Herausgeber mit B. R. Goldstein: From ancient omens to statistical mechanics: essays on the exact sciences presented to Asger Aaboe, Munksgaard, Kopenhagen 1987
- mit Jonathan Borwein, Peter Borwein: Pi - a sourcebook, Springer 2004

## Quelle
- Canadian Who is who, 2004